# Jussinsaari (ö i Mellersta Finland, Keuruu)
Jussinsaari är en ö i Finland. Den ligger i sjön Martinjärvi och i kommunen Keuru i den ekonomiska regionen  Keuru ekonomiska region  och landskapet Mellersta Finland, i den södra delen av landet, 250 km norr om huvudstaden Helsingfors. Öns area är 1,4 hektar och dess största längd är 240 meter i nord-sydlig riktning.